# Scogli Obrucian
Gli scogli Obrucian (in croato: Obručan Veli e Obručan Mali) sono una coppia di isolotti disabitati della Dalmazia settentrionale in Croazia; fanno parte delle isole Incoronate. Amministrativamente appartengono al comune Morter-Incoronate, nella regione di Sebenico e Tenin.

## Geografia
Gli scogli Obrucian si trovano a nord-ovest di Lavernata, a circa 1,6 km dalla costa occidentale dell'isola Incoronata e 1,3 km a sud di Scillo:
- Obruciano Grande[5] o Obrucian[6] (Obručan Veli) di forma romboidale (circa 500 m per 350[1]), ha una superficie di 0,095 km²[7] e uno sviluppo costiero di 1,3 km[7], la sua altezza è di 67 m; si trova a soli 50 m dalla punta settentrionale di Lavernata.
- Obruciano Piccolo[5] o Terbuk[6] (Obručan Mali), piccolo scoglio a nord-ovest di Obruciano Grande, a circa 190 m[1] di distanza; è lungo circa 140 m[1], ha un'area di 4834 m²[8], la costa lunga 317 m[8] e l'altezza di 24 m[1] 43°50′09″N 15°13′14″E.

### Isole adiacenti
- Prisgnago[9][10] (Prišnjak) o Jovargnak[3][4] (Tovarnjak), chiamato anche isolotto del Grande Asino[11], si trova tra Obrucian Grande e l'isola Incoronata. L'isolotto che ha una forma allungata, misura circa 300 m[1] di lunghezza, ha una superficie di 0,022 km²[7] e uno sviluppo costiero di 0,69 km[7] 43°50′18″N 15°14′24″E. Assieme ad un piccolo scoglio (hrid Prišnjak) situato a sud-ovest (43°50′10″N 15°13′14.29″E), che ha un'area di 77 m²[8], vengono chiamati scogli Prisgnati[6].
- Morto[2][3][4], isola del Morto[12] o Mertvaz[6] (Mrtovac o Mrtvac), di forma triangolare, ha 520 m di lunghezza[1], una superficie di 0,052 km²[7] e uno sviluppo costiero di 1,48 km[7]; si trova a sud di Obrucian Grande, a circa 600 m[1] 43°49′33″N 15°13′50″E.

### Cartografia
- (HR) Mappa topografica della Croazia 1:25000, su preglednik.arkod.hr. URL consultato il 26 giugno 2017.
- G. Giani, Carta prospettiva delle Comuni censuarie della Dalmazia, foglio 2, 1839. Fondo Miscellanea cartografica catastale, Archivio di Stato di Trieste.
- Carta di cabottaggio del mare Adriatico, foglio VII, Milano, Istituto geografico militare, 1822-1824. URL consultato il 17 febbraio 2017 (archiviato dall'url originale il 13 aprile 2013).